# Stazione di Bollate
La stazione di Bollate è stata una stazione ferroviaria posta sulla linea Milano-Saronno, a servizio del comune Bollate. Venne sostituita dalla stazione di Bollate Centro.

## Storia
La stazione fu attivata nel il 22 marzo 1879 insieme alla ferrovia, continuò il suo esercizio fino alla sua chiusura avvenuta il 2 luglio 1992 e sostituita dalla nuova stazione di Bollate Centro in occasione del quadruplicamento della tratta ferroviaria Garbagnate a Novate Milanese. Il vecchio fabbricato viaggiatori fu abbattuto negli anni novanta.

## Movimento
La stazione era servita dai treni regionali in servizio sulla tratta Milano–Saronno.